# Hans de Goeij

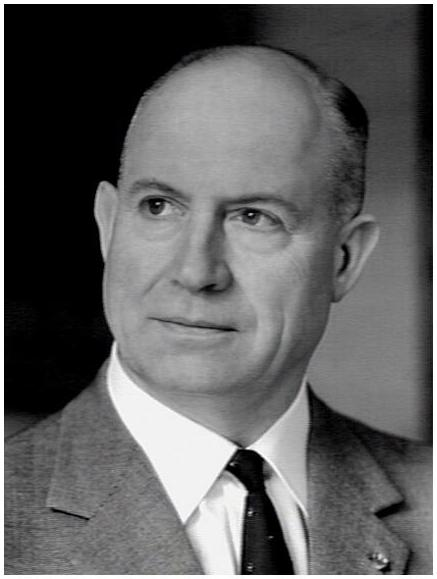
Hans de Goeij

Henricus Johannes Antonius (Hans) de Goeij (Den Haag, 9 november 1908 – Tilburg, 28 november 1994) was een Nederlands chemisch technoloog, uitvinder, industrieel topman, veelzijdig wetenschapper en prominent katholiek denker.

## Levensloop
Hans de Goeij studeerde in 1931 cum laude af als scheikundig ingenieur aan de Technische Hogeschool in Delft. In 1946 promoveerde hij eveneens cum laude in Delft op een dissertatie die direct verband hield met het gebied van de diepdruk, waarop hij zijn stempel heeft gezet. In de uitgeverswereld vervulde hij in binnen- en buitenland een vooraanstaande rol.
In zijn studententijd ontwikkelde Hans de Goeij een aantal vooruitstrevende initiatieven. Zo bevorderde hij contacten tussen de socialistische en protestantse studentenbewegingen en nam hij actief deel aan de vernieuwing van het wijsgerig denken onder studenten, hetgeen resulteerde in de totstandkoming van de reeks "Wijsgerige Grondbegrippen", met deel no. 5 "Eigendom" van zijn eigen hand. In bestuursjaar 1929-1930 was hij voorzitter van het bestuur van de katholieke studentenvereniging K.S.V. Sanctus Virgilius te Delft en aansluitend in 1930-1931 was hij voorzitter van de Unie van Katholieke Studentenverenigingen (UKSV). Ten slotte was hij in 1931-1932 lid van het Directing Committee van de internationale katholieke studenten organisatie Pax Romana-ICMICA. Na zijn studententijd was van 1933 tot en met 1940 actief voor het Verdinaso, onder andere als redacteur van Hier Dinaso!.
Zijn professionele loopbaan begon in 1932 als (eerste) bedrijfsingenieur bij Drukkerij-Uitgeverij NV De Spaarnestad in Haarlem, waar hij de technisch-wetenschappelijke afdeling oprichtte. In 1946 stond De Goeij aan de wieg van de eerste ondernemingsraad van De Spaarnestad. Van 1946 tot 1956 was hij daarmee ook de eerste voorzitter van de eerste ondernemingsraad in Nederland. Van de regeling voor die ondernemingsraad hebben verschillende paragrafen die door hem geschreven zijn, model gestaan voor de eerste Wet op de ondernemingsraden in Nederland. Hij was lid van de directie van De Spaarnestad en met een kort intermezzo in de oorlogsjaren directeur van het Instituut voor Grafische Techniek te Amsterdam (dat door zijn toedoen in 1946 werd opgenomen in TNO) en vervolgens was hij directeur van De Spaarnestad. Hans de Goeij was houder van een aantal octrooien betreffende onder andere verschillende nieuwe soorten drukinkt en een unieke fotografische zetmachine, welke uitvinding in 1947 naar zijn initialen de Hadego is genoemd. Wereldwijd zijn er – tot omstreeks 1985 – honderden exemplaren verkocht. De Hadego was revolutionair ten opzichte van de destijds voor het drukproces toegepaste metalen loden letters.
In 1965 bracht Hans de Goeij een fusie tot stand tussen N.V. De Spaarnestad en N.V. Cebema (moedermaatschappij van onder andere De Geïllustreerde Pers) tot de Verenigde Nederlandse Uitgeversbedrijven (VNU). In de eerste jaren was hij lid van de Raad van Bestuur van dit toen allergrootste Nederlandse uitgeversconcern. In 1968 leidde hij de overname van de Nederlandse Rotogravure Maatschappij, waarmee de VNU een bijna-monopolie op geïllustreerde bladen in Nederland verkreeg. Met de firma Ringier uit Zwitserland richtte hij in 1956 samen de European Rotogravure Association (ERA) op, een internationale samenwerking van grote diepdruk bedrijven, aanvankelijk in tien Europese landen en vervolgens ook in Amerika, wat later weer resulteerde in een samensmelting van andere soortgelijke groepen tot een nog grotere ERA. Deze ERA bestaat nog steeds en heeft een leidende positie binnen de internationale branche van roto drukkerijen.
De Goeij was naast captain of industry onder andere ook lid van de Ridderorde van het Heilig Graf van Jeruzalem, lid van de raad van toezicht van de toenmalige Katholieke Hogeschool te Tilburg (nu Tilburg University), curator van de Katholieke Universiteit te Nijmegen (nu de Radboud Universiteit) en lid van de raad van bestuur van de Nederlandse organisatie voor internationale samenwerking in het hoger onderwijs Nuffic. Vele jaren was hij penningmeester van de Radboudstichting en daarnaast was Hans de Goeij lid van het bestuur van het Nederlands Katholiek Werkgeversverbond (later opgegaan in het VNO-NCW).
Hij heeft rond de honderdvijftig wetenschappelijke publicaties over wijsgerige onderwerpen op zijn naam staan, met name over de verhouding tussen geloof en wetenschap.
Als erkenning voor zijn verdiensten op wetenschappelijk, maatschappelijk en kerkelijk terrein werd Hans de Goeij meerdere malen onderscheiden, onder andere als Ridder in de Orde van Sint-Gregorius de Grote en Ridder en bij bevordering Officier in de Orde van Oranje-Nassau alsmede erelid van de ERA, de European Rotogravure Association.